# Còlit bru
El còlit bru (Oenanthe fusca) és una espècie d'ocell de la família dels muscicàpids (Muscicapidae) pròpia de l'Àsia meridional. Es troba principalment al nord i centre de l'Índia. Habita les àrees rocalloses com cingleres i pics de muntanya, però també se'l troba en edificis El seu estat de conservació es considera de risc mínim.